# Halyomorpha
Genre
Halyomorpha est un genre d'insectes hémiptères appartenant à la famille des Pentatomidae (punaises). 

## Espèce rencontrée en région paléarctique (Europe, Amérique du Nord)
- Halyomorpha halys (Stål, 1855)

## Autres espèces
- Halyomorpha angusticeps Bergroth
- Halyomorpha angustisecta Linnavuori
- Halyomorpha annulicornis (Signoret)
- Halyomorpha azhari Ahmad & Zaidi
- Halyomorpha bimaculata Bergroth
- Halyomorpha canalana Distant
- Halyomorpha capeneri Leston
- Halyomorpha carmona Linnavuori
- Halyomorpha distanti Jeannel
- Halyomorpha fletcheri Distant
- Halyomorpha guttula (Ellenrieder)
- Halyomorpha hasani Rider & Rolston
- Halyomorpha illuminata Distant
- Halyomorpha javanica Hasan
- Halyomorpha lata Breddin
- Halyomorpha leopoldi Schouteden
- Halyomorpha longiceps Breddin
- Halyomorpha malleata (Distant)
- Halyomorpha mayumbeensis Villiers
- Halyomorpha murrea Distant
- Halyomorpha ornativentris Breddin
- Halyomorpha philippina Black
- Halyomorpha picoides Linnavuori
- Halyomorpha picticornis Bergroth
- Halyomorpha picus (Fabricius)
- Halyomorpha punctata Cachan
- Halyomorpha punjabensis Ahmad & Kamaluddin
- Halyomorpha reflexa (Signoret)
- Halyomorpha rugosa Schouteden
- Halyomorpha schoutedeni Bergroth
- Halyomorpha scutellata Distant
- Halyomorpha seyidiensis Jeannel
- Halyomorpha sinuata Hasan
- Halyomorpha viridescens (Walker)
- Halyomorpha viridinigra Breddin
- Halyomorpha yasumatsui Abbasi & Ahmad